# Oleg Moliboga
Oleg Alekseevič Moliboga (in russo Олег Алексеевич Молибога?, in ucraino Олег Олексійович Молибога?, Oleh Oleksijovič Molyboha; Dnipropetrovs'k, 27 febbraio 1953 – Mosca, 9 giugno 2022) è stato un pallavolista sovietico, dal 1991 ucraino.

## Biografia
Con la nazionale sovietica partecipò alle Olimpiadi del 1976, in cui ottenne la medaglia d'argento, e a quelle del 1980, dove conquistò l'oro. In entrambi gli eventi disputò tutti i match, giocando come universale.
Vinse anche 2 Campionati del mondo, 2 Coppe del mondo e 4 Campionati europei.
Moliboga è morto nel 2022 dopo una lunga malattia.